# Hamiltonius trinotatus
Hamiltonius trinotatus es una especie de coleóptero de la familia Attelabidae.

## Distribución geográfica
Habita en Java y Sumatra (Indonesia).